# 萨维扬日
萨维扬日（法語：Savianges，法語發音：[savjɑ̃ʒ]）是法国索恩-卢瓦尔省的一个市镇，属于索恩河畔沙隆区。

## 地理
萨维扬日（46°41'29"N, 4°36'25"E）面积6.56 平方千米，位于法国勃艮第-弗朗什-孔泰大區索恩-卢瓦尔省，该省份为法国中部省份，北起顺时针与科多尔省、汝拉省、安省、罗讷省、卢瓦尔省、阿列省和涅夫勒省接壤。
与萨维扬日接壤的市镇（或旧市镇、城区）包括：塞尔索、弗莱、热尔马尼、勒皮莱、圣普里韦。

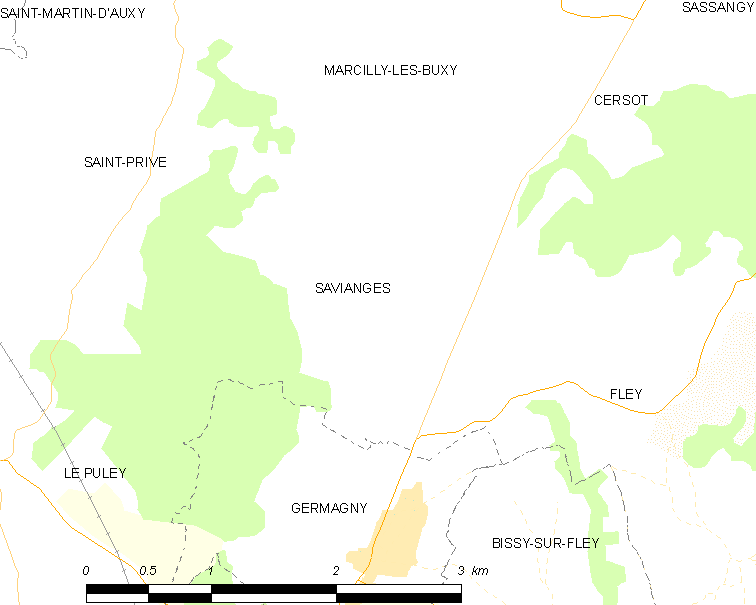
萨维扬日的OSM定位图

萨维扬日的时区为UTC+01:00、UTC+02:00（夏令时）。

## 行政
萨维扬日的邮政编码为71460，INSEE市镇编码为71505。

## 政治
萨维扬日所属的省级选区为日夫里县。

## 人口

1962-2008年间萨维扬日人口变化图示

萨维扬日于2022年1月1日时的人口数量为80人。